# Stefan Zweig: Adeu a Europa
Stefan Zweig: Adeu a Europa (títol original en alemany: Vor der Morgenröte; títol original en anglès: Stefan Zweig: Farewell to Europe) és un drama biogràfic germano-austro-francès coescrit i dirigit per Maria Schrader, estrenat l'any 2016. Ha estat doblada al català.

## Argument
Els últims anys de la vida de l'escriptor austríac Stefan Zweig, des de la seva arribada al Brasil l'any 1936 al seu suïcidi al mateix país el 22 de febrer de 1942, amb algunes escenes situades igualment a Buenos per a una sessió del PEN Club així com a Nova York.

## Repartiment
- Josef Hader: Stefan Zweig
- Barbara Sukowa: Friderike Zweig
- Aenne Schwarz: Lotte Zweig
- Matthias Brand: Ernst Feder
- João Didelet: Bernardo dos Santos, l'alcalde de Cachoeira
- Nahuel Pérez Biscayart: Vitor de Almeida
- Charly Hübner: Emil Ludwig
- André Szymanski: Joseph Brainin
- Lenn Kudrjawizki: Samuel Malamud
- Vincent Nemeth Louis Piérard
- Nathalie Lucia Hahnen: la neta
- Daniel Puente Encina: Sadler
- Valerie Pachner: Alix Störk
- Sarah Viktoria Frick: Suse Hoeller
- Robert Finster: Karl Hoeller
- Nicolau Breyner: Leopold Stern
- João Cabral: Martinez
- Harvey Friedman: Friedman
- Tómas Lemarquis: Lefèvre
- Jacques Bonnaffé: Georges Duhamel
- Ivan Shvedoff: Halpern Leivick
- Carla Vasconcelos: Claudia Dos Santos
- Stephen Singer: Ben Huebsch

## Premis
2015: Premis del cinema Alemany: Nominada a millor director i actriu secundària. (Sukowa)
2017: Premis del Cinema Europeu: Premi del Públic

## Rebuda
- "Schrader acaba per posar-se massa transcendent (...) encara que abans d'això aconsegueix que el seu passeig pel l'amor i l'angoixa de l'artista sigui un trist recorregut per l'enfosquiment d'un ànima (...) Puntuació: ★★★ (Sobre 5)"[3]
- "Aquest articulat i formalment impecable retrat demostra [ser] menys convincent en la pràctica del que l'era en teoria"[4]
- "Gran part de la silenciosa i emotiva potència acumulada de la pel·lícula surt del fet que els espectadors han de connectar els punts per si mateixos."[5]